# Draslík-40
Draslík-40 (40K) je radioizotop draslíku s poločasem přeměny přibližně 1,25×109 let. Tvoří zhruba 0,012 % přírodního draslíku.
Draslík-40 je jeden z mála izotopů, u kterých probíhají oba druhy beta přeměny, tedy beta plus i beta minus. V 89,28 % případů dojde k přeměně beta minus na vápník-40, uvolní se elektron o maximální energii 1,33 MeV a antineutrino; ve zbylých 10,72 % proběhne záchyt elektronu za vzniku argonu-40, přičemž vzniká foton záření gama o energii 1,460 MeV a neutrino. Velmi vzácně (kolem 0,001 %) dojde k přeměně beta plus na 40Ar (vyzářeny jsou pozitron a neutrino).

## K-Ar datování
Draslík-40 je obzvlášť důležitý v K-Ar datování. Argon běžně netvoří sloučeniny, takže minerály - ať pocházející z roztavených hornin nebo rozpuštěné ve vodě - neobsahují argon, i když se nacházel v kapalině. Pokud ovšem minerál obsahuje draslík, pak bude argon přeměnou 40K doplňován a zůstane v něm. Je-li tedy znám poměr, ve kterém tato přeměna probíhá, lze měřením poměru obsahu 40K a 40Ar určit dobu, která uplynula od vzniku minerálu.
Pozemský argon je z 99,6 % tvořen 40Ar, zatímco argon ve Slunci - a pravděpodobně i prvotní argon při tvorbě planet - je převážně 36Ar a z přibližně 15 % 38Ar. Vysvětlením těchto rozdílů je přeměna draslíku-40 na argon-40, který následně unikl do atmosféry.

## Podíl na přirozené radioaktivitě
Radioaktivní přeměna 40K je v zemském plášti po přeměnách 232Th a 238U třetím nejvýznamnějším zdrojem radiogenního tepla. V jádru jsou také obsaženy radionuklidy, jejich množství však není známo. Odhaduje se, že značná radioaktivita zemského jádra (1–2 TW) je způsobena velkými množstvími uranu, thoria a draslíku.
40K je nejvýznamnější zdrojem radioaktivity uvnitř těl živočichů včetně člověka. Lidské tělo o hmotnosti 70 kg obsahuje kolem 140 gramů draslíku, z čehož 0,000 117 × 140 = 0,0164 gramů představuje draslík-40; těmto hodnotám odpovídá přibližně 4 300 becquerelů (přeměn za sekundu) po celou dobu života.